# Erioptera
Erioptera is een geslacht van tweevleugeligen uit de familie steltmuggen (Limoniidae). De soorten komen voor in het Australaziatisch gebied.

## Soorten

### Niet gebonden aan een ondergeslacht
- E. amamiensis Alexander, 1956
- E. balioptera Alexander, 1966
- E. divisa

Erioptera (Erioptera) divisa (Walker, 1848)
- E. fuscoradialis Alexander, 1950
- E. grumula Alexander, 1957
- E. incerta Brunetti, 1912
- E. incompleta Senior-White, 1922
- E. paivai Alexander, 1927
- E. perpictula Alexander, 1931
- E. regina Alexander, 1959
- E. rex Alexander, 1952
- E. rhadinostyla Alexander, 1957
- E. rogersi Alexander, 1923
- E. tiro Alexander, 1954

### OndergeslachtAlcheringa
- E. amabilis Alexander, 1926

### OndergeslachtCtenerioptera
- E. caledonia Alexander, 1948
- E. derasa Edwards, 1931
- E. ferruginea Brunetti, 1912
- E. pectinella Alexander, 1961
- E. sziladyi Alexander, 1934

### OndergeslachtErioptera,Alexander, 1926
- E. abrasa Edwards, 1928
- E. acucuspis Alexander, 1976
- E. alanstonei Alexander, 1977
- E. alboguttata Edwards, 1916
- E. aletschina Stary, 1997
- E. alta Alexander, 1932
- E. andina Alexander, 1913
- E. angolana Alexander, 1963
- E. angusticincta Alexander, 1956
- E. annulipes Williston, 1896
- E. apicialba Alexander, 1921
- E. badicincta Alexander, 1974
- E. beckeri Kuntze, 1914
- E. beebeana Alexander, 1950
- E. bequaerti Alexander, 1923
- E. biaculeata Savchenko, 1981
- E. biarmata Alexander, 1934
- E. biobtusa Alexander, 1956
- E. brahma Alexander, 1966
- E. brevirama Alexander, 1931
- E. bryantiana Alexander, 1929
- E. cacuminis Edwards, 1926
- E. carior Alexander, 1920
- E. carissima Alexander, 1920
- E. celestissima Alexander, 1956
- E. cervula Savchenko, 1972
- E. circumambiens Alexander, 1957
- E. cladophora Alexander, 1920
- E. cladophoroides Alexander, 1921
- E. connata Alexander, 1972
- E. coolbyngga Theischinger, 1994
- E. cornuta Savchenko, 1984
- E. cristata Alexander, 1956
- E. chlorophylla Osten Sacken, 1860
- E. chlorophylloides Alexander, 1919
- E. dama Alexander, 1958
- E. dampfi Alexander, 1927
- E. diplacantha Alexander, 1931
- E. distinguenda Stary, 1983
- E. dyari Alexander, 1924
- E. ebenina Alexander, 1926
- E. euzona Alexander, 1970
- E. flavata (Westhoff, 1882)
- E. flavohumeralis Alexander, 1924
- E. funesta Alexander, 1926
- E. furcifer Alexander, 1919
- E. fuscipennis Meigen, 1818
- E. fusculenta Edwards, 1938
- E. galbinocosta Alexander, 1960
- E. gaspeana Alexander, 1929
- E. genuatra Alexander, 1953
- E. georgei Alexander, 1956
- E. gorgona Savchenko, 1981
- E. grandior Brunetti, 1912
- E. griseipennis Meigen, 1838
- E. haplostyla Alexander, 1934
- E. himalayae Alexander, 1930
- E. hohensis Alexander, 1949
- E. horii Alexander, 1924
- E. impensa Alexander, 1957
- E. interrita Alexander, 1970
- E. inusitata Alexander, 1976
- E. juvenilis Alexander, 1933
- E. karisimbii Alexander, 1956
- E. kluaneana Alexander, 1955
- E. laticrista Savchenko, 1977
- E. leptostyla Alexander, 1940
- E. leucosticta Alexander, 1933
- E. limbata Loew, 1873
- E. litostyla Alexander, 1966
- E. longicauda Loew, 1871
- E. lucerna Alexander, 1926
- E. lunicola Alexander, 1932
- E. lunigera Alexander, 1929
- E. lutea Meigen, 1804
- E. luteicornis Alexander, 1930
- E. mediofusca Alexander, 1940
- E. megalops Alexander, 1975
- E. megophthalma Alexander, 1918
- E. meijerei Edwards, 1921
- E. micromyia Alexander, 1920
- E. minor de Meijere, 1920
- E. multiannulata Alexander, 1937
- E. murudensis Edwards, 1926
- E. nielseni de Meijere, 1921
- E. nigripalpis de Meijere, 1913
- E. nitidiuscula Alexander, 1920
- E. oceanica Alexander, 1914
- E. orbitalis Alexander, 1924
- E. orientalis Brunetti, 1912
- E. osceola Alexander, 1933
- E. otayba Theischinger, 1994
- E. palliclavata Alexander, 1936
- E. pallidivena Alexander, 1938
- E. parviclava Alexander, 1974
- E. pederi Tjeder, 1969
- E. perexquisita Alexander, 1978
- E. peringueyi Bergroth, 1888
- E. phoinix Savchenko, 1972
- E. pila Alexander, 1966
- E. polydonta Alexander, 1944
- E. polytricha Alexander, 1945
- E. pompalis Alexander, 1957
- E. quadricincta Alexander, 1927
- E. quadrihamata Savchenko, 1972
- E. quinquecincta Alexander, 1927
- E. rubripes Alexander, 1931
- E. scolophora Alexander, 1973
- E. scolostyla Alexander, 1962
- E. seminole Alexander, 1933
- E. septemtrionis Osten Sacken, 1860
- E. setipennis Alexander, 1956
- E. sexaculeata Alexander, 1940
- E. sordida Zetterstedt, 1838
- E. squalida Loew, 1871
- E. straminea Osten Sacken, 1869
- E. subchlorophylla Alexander, 1919
- E. subfurcifer Alexander, 1929
- E. subhalterata Alexander, 1960

- E. subirrorata Alexander, 1920
- E. susurra Alexander, 1945
- E. tahanensis Edwards, 1928
- E. tenuirama Savchenko, 1972
- E. tordi Tjeder, 1973
- E. transmarina Bergroth, 1889
- E. trivittata Lindner, 1958
- E. uliginosa Alexander, 1930
- E. urania Alexander, 1944
- E. verralli Edwards, 1921
- E. vespertina Osten Sacken, 1860
- E. villosa Osten Sacken, 1860
- E. viridula Alexander, 1929
- E. wellsae Theischinger, 1994
- E. xanthoptera Alexander, 1924
- E. yarraga Theischinger, 1994
- E. yarto Theischinger, 1994
- E. yukonensis Alexander, 1955

### OndergeslachtHespererioptera
- E. oregonensis Alexander, 1920

### OndergeslachtLepidocyphona
- E. rubia Alexander, 1914

### OndergeslachtMesocyphona
- E. aglaia Alexander, 1945
- E. albicapitella (Edwards, 1912)
- E. apicinigra Alexander, 1927
- E. bicinctipes Alexander, 1913
- E. bievexa Alexander, 1967
- E. bivittata (Loew, 1873)
- E. caliptera Say, 1823
- E. celestior Alexander, 1957
- E. conica (Savchenko, 1972)
- E. costalis Alexander, 1913
- E. cynthia Alexander, 1946
- E. diffusa Alexander, 1921
- E. distincta Alexander, 1912
- E. dulcis Osten Sacken, 1877
- E. eiseni Alexander, 1913
- E. euphrosyne Alexander, 1945
- E. evergladea Alexander, 1933
- E. factiosa Alexander, 1943
- E. femoraatra Alexander, 1950
- E. fossarum (Loew, 1873)
- E. fuscodiscalis Alexander, 1938
- E. gagneana Alexander, 1970
- E. gulosa Alexander, 1943
- E. histrio Alexander, 1945
- E. immaculata Alexander, 1913
- E. incurvata Alexander, 1971
- E. inornatipes Alexander, 1925
- E. intercepta Alexander, 1947
- E. invariegata Alexander, 1921
- E. iquitosensis Alexander, 1946
- E. knabi Alexander, 1913
- E. latilimbata Alexander, 1970
- E. leonensis Alexander, 1946
- E. leucopasta Alexander, 1927
- E. lilliputina (Savchenko, 1972)
- E. maculosa (Edwards, 1912)
- E. melanderiana Alexander, 1946
- E. minuta (Lackschewitz, 1940)
- E. modica Alexander, 1927
- E. needhami Alexander, 1918
- E. pachyrhampha Alexander, 1967
- E. parva Osten Sacken, 1860
- E. portoricensis Alexander, 1933
- E. quadrifurcata Alexander, 1928
- E. saturata Alexander, 1927
- E. scabrifolia Alexander, 1967
- E. serpentina Alexander, 1941
- E. spinifera (Savchenko, 1972)
- E. splendida Alexander, 1913
- E. subcynthia Alexander, 1967
- E. subdulcis Alexander, 1937
- E. subhistrio Alexander, 1967
- E. surinamensis Alexander, 1947
- E. tantilla Alexander, 1916
- E. testacea (Lackschewitz, 1964)
- E. thalia Alexander, 1945
- E. triangularis Alexander, 1945
- E. troglodyta Edwards, 1918
- E. turrialbae Alexander, 1945
- E. venustipes Alexander, 1926
- E. whitei Alexander, 1930
- E. withycombei Alexander, 1930

### OndergeslachtMeterioptera
- E. ablusa Alexander, 1958
- E. angustifascia Alexander, 1920
- E. bengalensis Alexander, 1921
- E. beninensis Alexander, 1976
- E. bicornifer Alexander, 1921
- E. dewulfi Alexander, 1956
- E. ensifera Alexander, 1930
- E. fervida Alexander, 1934
- E. festiva Alexander, 1934
- E. fumipennis Alexander, 1921
- E. geniculata Edwards, 1931
- E. genualis Edwards, 1934
- E. halterata Brunetti, 1912
- E. illingworthi Alexander, 1920
- E. insignis Edwards, 1916
- E. javanensis de Meijere, 1911
- E. luzonica Alexander, 1917
- E. nigrospica Alexander, 1976
- E. notata de Meijere, 1911
- E. pergracilis Alexander, 1975
- E. persinuata Alexander, 1964
- E. quadripilata Alexander, 1958
- E. quadrispicata Alexander, 1949
- E. raphidostyla Alexander, 1978
- E. scioptera Alexander, 1956
- E. simulans Alexander, 1926
- E. subaurea Bergroth, 1888
- E. thaumasta Alexander, 1950
- E. thelema Alexander, 1962

### OndergeslachtTasiocerodes
- E. cnephosa Alexander, 1966
- E. nepalensis Alexander, 1957
- E. persessilis Alexander, 1958
- E. subsessilis Alexander, 1924

### OndergeslachtTeleneura
- E. acanthapophysis Alexander, 1973
- E. annandaleana Alexander, 1953
- E. argentifrons Edwards, 1928
- E. ctenophora Alexander, 1966
- E. fusca de Meijere, 1913
- E. laetipes Alexander, 1968
- E. leucopoda Alexander, 1932
- E. lushaiensis Alexander, 1966
- E. luteiclavata Alexander, 1932
- E. melanotaenia Alexander, 1931
- E. nebulifera Alexander, 1953
- E. nigribasis Edwards, 1928
- E. parallela Brunetti, 1912
- E. pennigera Alexander, 1954
- E. perlugubris Alexander, 1940
- E. perornata Alexander, 1934
- E. subfusca Edwards, 1919

### OndergeslachtTeucherioptera
- E. chrysocoma Osten Sacken, 1860
- E. chrysocomoides Alexander, 1929